# Henry Cooke
Henry Cooke (waarschijnlijk Lichfield, circa 1615 – Hampton Court Palace, 13 juli 1672) was een Engels zanger, koormeester en componist. Ofschoon zijn eigen composities veelal van matige kwaliteit waren, speelde hij een belangrijke rol bij de uitbouw van de Chapel Royal na de Restauratie onder Karel II van Engeland. Als verantwoordelijke voor de koorjongens van de koninklijke muziekkapel was hij de mentor van onder anderen John Blow en Henry Purcell. Blijkens verslagen van Samuel Pepys stond hij hoog in aanzien als bas en introduceerde hij de ‘Italiaanse zangstijl’ aan het Engelse hof. Tijdens de Engelse Burgeroorlog was hij kapitein in het leger van de Cavaliers en hij werd nadien gewoonlijk Captain Cooke genoemd.

## Levensloop
Cooke was waarschijnlijk een zoon van de op 12 september 1625 overleden bas John Cooke, die in de Chapel Royal onder Karel I van Engeland werkte. Over Cookes jeugd is weinig bekend; volgens Anthony Wood was ook hij een leerling van de Chapel Royal. In 1642 kraste hij zijn naam in een glasruit in Westminster Abbey. Zijn precieze activiteiten tussen 1642 en 1651 zijn onbekend. Hij ging kennelijk bij het royalistische leger en klom geleidelijk op in de hiërarchie, eerst tot luitenant en later tot kapitein. John Playford vermeldde hem in 1651 als een ‘Londense meester van de zang en de viola da gamba’, en in 1654 begeleidde hij zichzelf op de theorbe voor onder anderen John Evelyn. Tijdens het republikeinse protectoraat onder Oliver Cromwell was theater verboden; William Davenant omzeilde echter de wetgeving door een stuk te schrijven (The Siege of Rhodes) dat compleet gezongen moest worden en zodoende niet als theater gold. The Siege of Rhodes, dat als de eerste Engelse opera beschouwd kan worden, is geheel verloren gegaan. Cooke componeerde blijkbaar de muziek voor het tweede en derde bedrijf van dit werk en zong de rol van Solyman.
Toen in 1660 met Karel II de monarchie hersteld werd, werd Cooke belast met de zoektocht naar nieuwe koorknapen voor de Chapel Royal. De oorkonde waarmee hij tot koormeester benoemd werd, dateert uit januari 1660 Old Style, maar het is mogelijk dat hij reeds eerder begonnen was met het herstel van de muziekkapel. Cooke componeerde de anthems die tijdens de kroningsceremonie op 23 april 1661 in Westminster Abbey uitgevoerd werden. In de loop van de jaren 60 van de 17de eeuw doorreisde hij Engeland, op zoek naar bruikbare koorknapen die hij in de diverse kathedralen te lande aantrof. Te dien einde beschikte hij over een koninklijk bevelschrift dat hem het recht gaf de jongens mee te nemen. Op 4 juni 1661 liet hij vijf knapen naar Londen overbrengen; een van hen was naar alle waarschijnlijkheid John Blow. Zijn taken omvatten het onderrichten van de jongens in orgel, klavecimbel, luit en viool, maar hij moest hun eveneens Latijn, rekenen en lezen en schrijven laten bijbrengen. Daarnaast was Cooke verantwoordelijk voor hun kleding, voeding en onderdak; daar Karel II weinig toeschietelijk was en voortdurend achterstallig met zijn betalingen, moest Cooke dit grotendeels zelf bekostigen en geregeld aanmaningen naar het hof sturen. Op 19 januari 1668 weigerde hij de kinderen te laten zingen, omdat hun kleren uit elkaar vielen. In 1662 werd Cooke lid van een gilde voor muzikanten, The Corporation of Music, waarvan hij in 1670 bestuurder werd als opvolger van Nicholas Lanier.
Cooke was in 1669 van Westminster naar een steegje bij Hampton Court verhuisd. Op 24 juni 1672 verzocht hij zijn gilde een opvolger aan te stellen, aangezien hij zijn taak ‘wegens ziekte’ niet meer kon vervullen. Hij schreef zijn testament op 4 juli en overleed op 13 juli. In navolging van zijn wensen werd hij op 17 juli 1672 in het oostelijke kloostergedeelte van Westminster Abbey begraven; in zijn wilsbeschikking verklaarde hij dat de koning hem nog 1600 pond verschuldigd was. Hij liet tien shilling na aan de leden van de Chapel Royal die naar zijn begrafenis kwamen.
Volgens Pepys was Cooke met een Duitse getrouwd. Hij had meerdere dochters, van wie er een, genaamd Mary, tijdens zijn leven gestorven was. Zijn dochter Katherine huwde in 1672 met zijn gewezen leerling en opvolger als koormeester, Pelham Humfrey.

## Waardering
Cookes muziek is in de vergetelheid geraakt en een aanzienlijk deel van zijn oeuvre is verloren gegaan. In zijn tijd gold hij als een expert in de ‘nieuwe’ stijl van zingen, waarbij hij naar Italiaans voorbeeld appoggiatura’s invoegde en extra noten improviseerde. Pepys spreekt in zijn dagboeken geregeld zijn bewondering voor Cooke uit, al noemde hij hem in 1667 een ‘verwaande fat’. Als componist was Cooke hoofdzakelijk in zangpartijen geïnteresseerd; zijn instrumentale muziek, vooral in zijn vroegere periode, is dikwijls weinig geïnspireerd en niet zelden slordig gecomponeerd. Bijwijlen schond hij de regels van het contrapunt door kwinten en octaven te vermengen. In zijn anthems introduceerde hij soms interessante chromatische thema’s, maar werkte ze niet grondig uit. Zijn beste, expressiefste werken lijken uit zijn laatste levensjaren te stammen en zijn niet onverdienstelijk; Cookes grootste belang schuilt echter in het feit dat hij talrijke stimulansen bood aan jongere componisten die hem uiteindelijk konden overtreffen.

## Werken[6]

### Anthems
- Blessed is he that considereth the poor (verloren)
- Christ rising again
- Come, let us pray
- Darkness a rest, the sun withdrew (verloren)
- Down fell the glorious mystic flame (verloren)
- Hear my cry, O God (verloren)
- Hearst thou, my soul (verloren)
- I will alway give thanks (verloren)
- Let my prayers be set forth (verloren)
- Look up, languishing soul (verloren)
- My ravish'd soul, great God, thy praises sings (verloren)
- My song shall be alway (verloren)
- O clap your hands (verloren)
- O give thanks
- O Lord my God (verloren)
- O Lord, thou hast searched me out
- O sing unto the Lord a new song (verloren)
- Praise the Lord, for it is a good thing (verloren)
- Put me not to rebuke
- Sing and rejoice in the Lord (verloren)
- The king shall rejoice
- The Lord hear thee
- The Lord is my shepherd (verloren)
- The twelve apostles in a ring (verloren)
- Thou, O God, art praised in Zion
- Turn thou us, O good Lord
- Unto thee, O Lord, do I lift up my soul (verloren)
- We have sinned
- We will rejoice (deel van The Lord hear thee)

Kroningsmuziek voor Karel II
- Behold, O God our defender
- Niceaanse geloofsbelijdenis (verloren)
- Let my prayer come up (verloren)
- O hearken unto the voice (verloren)

### Andere religieuze muziek
- vier delen uit de begrafenisriten van het Book of Common Prayer
- Adjuro vos, filiae Jerusalem (motet)
- Hodie Simon Petrus (motet)
- Awake, my soul (lied)
- Sleep, downy sleep (lied)
- Where shall my troubled soul (lied)

### Seculiere muziek
- As on a river's side (lied)
- Be thou that art my better part (rondzang)
- Come we shepherds (ode; tekst: Richard Crashaw)
- Good morrow to the year (ode)
- Long have I thought it was in vain (rondzang)
- Margarita first possess'd (lied)
- Poor Artaxander long hath wooed (rondzang)
- Quickly, drawer, bring us up (rondzang)
- Rise, thou best and brightest morning (ode; tekst: Richard Crashaw)
- The First Dayes Entertainment at Rutland House (delen van een zangspel; tekst: William Davenant. Verloren)
- The Siege of Rhodes (opera; tekst: William Davenant. Verloren)

- International Standard Name Identifier: 0000 0000 4925 4643
- Library of Congress Control Number: no2007033239
- SNAC: w6tr08f0
- Virtual International Authority File: 46536435
- WorldCat: E39PBJpdR7xg4f7jQQ4WBxQH4q